# Gymnastik- och Idrottsföreningen Sundsvall
O Gymnastik- och Idrottsföreningen Sundsvall, ou simplesmente GIF Sundsvall, é um clube de futebol da Suécia fundado em 26 de agosto de 1903. Sua sede fica localizada em Sundsvália, na Medelpádia. As cores do seu uniforme são: Camisa azul e calções brancos. Em 2017, disputou a Allsvenskan, a primeira divisão de futebol da Suécia.

## Elenco Atual
Nota: Bandeiras indicam equipe nacional, conforme definido pelas regras de elegibilidade da FIFA. Os jogadores podem ter mais de uma nacionalidade não-FIFA.
| N.º |            | Posição | Jogador                      |
| --- | ---------- | ------- | ---------------------------- |
| 2   | Suécia     | D       | Joakim Nilsson               |
| 3   | Suécia     | D       | Dennis Olsson                |
| 4   | Suécia     | D       | Stefan Ålander (Capitão)     |
| 5   | Islândia   | D       | Jón Guðni Fjóluson           |
| 6   | Islândia   | M       | Rúnar Már Sigurjónsson       |
| 7   | Suécia     | M       | Daniel Sliper (vice capitão) |
| 8   | Luxemburgo | M       | Lars Krogh Gerson            |
| 9   | Suécia     | A       | Johan Eklund                 |
| 11  | Suécia     | M       | Sebastian Rajalakso          |
| 14  | Suécia     | A       | Pa Dibba                     |
| 15  | Suécia     | D       | Robert Lundström             |
| 16  | Suécia     | M       | Simon Helg                   |

| N.º |            | Posição | Jogador           |
| --- | ---------- | ------- | ----------------- |
| 17  | Suécia     | G       | Tommy Naurin      |
| 18  | Suécia     | M       | Robbin Sellin     |
| 19  | Suécia     | M       | Adam Chennoufi    |
| 21  | Suécia     | D       | Eric Larsson      |
| 22  | Suécia     | D       | Marcus Danielsson |
| 23  | Suécia     | D       | Filip Tägtström   |
| 25  | Suécia     | D       | Cevin Dotson      |
| 26  | Suécia     | M       | Erik Granat       |
| 35  | Suécia     | G       | Jonathan Malmberg |
| 91  | Suécia     | A       | Leo Englund       |
| —   | Inglaterra | G       | Lloyd Saxton      |
| —   | Suécia     | M       | Smajl Suljević    |

## Números Retirados
10 – Leif Forsberg, atacante (1980–1988, 1990–2001)

## Treinadores
- Stig Sundqvist (1955–58)
- Jimmy Meadows (1976)
- Anders Grönhagen (1986–89)
- Jan Mattsson (1990–92)
- Anders Grönhagen (1999–01)
- Per Joar Hansen (2002–03)
- Patrick Walker (2002–04)
- Rikard Norling (2004)
- Jan Halvor Halvorsen (2005)
- Anders Högman (2005)
- David Wilson (2005–06)
- Mika Sankala (2006–07), (2008–Assistente.)
- Per Joar Hansen (2008)
- Sören Åkeby (2008-12)
- Joel Cedergren & Roger Franzén (2012–)

## Uniformes

### 1º Uniforme
| 2020 | 2019 | 2017–2018 | 2016 | 2015 | 2011 | 2010 |

### 2º Uniforme
| 2020 | 2019 | 2017–2018 | 2016 | 2015 | 2011 | 2010 |

### 3º Uniforme
| 2016 | 2015 |